# Ветерница
Ветерница (серб. Ветерница) — река в Сербии, один из основных левобережных притоков Южной Моравы, протекает по территории Вране в Пчиньском округе и Лесковаца в Ябланичском округе на юге страны.
Длина реки составляет 75 км. Площадь водосборного бассейна — 515 км².
Ветерница начинается в горах у села Дреновац к северу от Вране. Течёт на север, в верхней половине огибает с западной стороны горный массив Кукавица Сербского нагорья. В низовье протекает через город Лесковац и впадает в Южную Мораву у села Богоевце.